# Homoncocnemis vorax
Homoncocnemis vorax är en fjärilsart som beskrevs av Wilhelm Julius Behrens 1884. Homoncocnemis vorax ingår i släktet Homoncocnemis och familjen nattflyn. Inga underarter finns listade i Catalogue of Life.